# Джорджес, Кенрик
Кенрик Андерсон Джорджес (1 мая 1955) —  композитор и музыкант-трубач островного государства  Сент-Китс и Невис, автор слов и музыки государственного гимна Сент-Китса и Невиса .
Гимн «О, как прекрасна наша страна, где царит мир!» утверждён после обретения независимости Сент-Китсом и Невисом 19 сентября 1983 года.
В октябре 1986 года эмигрировал в США. Много путешествует по миру.
Создал звукозаписывающую компанию - Kenrick Georges. Автор ряда музыкальных произведений.

## Избранная дискография
- 2015 — Island Symphony

## Избранные сочинения
- Tourist leggo
- The statue
- Nevis Nice
- Santa's Night Out
- Santa GeMe
- Viva St. Kitts
- Long Time
- Hot Hot Hot
- I Sing Your Praises
- Lucy
- Something's Happening